# Zelda II: The Adventure of Link
Zelda II: The Adventure of Link (リンクの冒険, Rinku no Boken, lit. «L’aventura de Link») és un videojoc japonès de rol i aventura. Va ser desenvolupat i publicat per Nintendo el 1987 al Japó i al continent europeu a finals de 1988 per a la consola Nintendo Entertainment System. És el segon videojoc de la saga The Legend of Zelda, sent una seqüela directa de The Legend of Zelda.
El personatge principal, Link, ha de salvar la princesa Zelda, que ha caigut en una encanteri de son. El jugador ha de controlar Link per a que s'aventuri a través del territori de Hyrule, visitant diferents poblacions i calabossos, derrotant múltiples monstres i adquirint nous objectes i habilitats. El joc incorpora elements de rol i un sistema de desplaçament lateral.